# DUK Versorgungswerk
Der DUK e. V. (Dachverband der Unterstützungskassen für deutsche Krankenhäuser), gegründet 1994, ist ein in der Gesundheitsbranche tätiges Versorgungswerk, das vor allem in Ostdeutschland tätig ist. Der Verband betreut seine Mitgliedsunternehmen in Fragen zur betrieblichen Altersversorgung. Neben der klassischen Altersvorsorge bietet der DUK auch Berufsunfähigkeitsabsicherungen und Hinterbliebenenversorgung an. Gemeinsam mit dem AUPU e. V. (Allgemeine Unterstützungskasse Privatwirtschaftlicher Unternehmen) betreut er mehr als 1.200 Mitgliedsunternehmen, davon 950 Krankenhäuser. Insgesamt werden durch die beiden Versorgungswerke über 200.000 Mitarbeiter betreut. Die gesamte Altersleistung beläuft sich auf mehr als 1,85 Mrd. Euro.

## Geschichte
Zu Beginn der 1990er Jahre entbrannte im Städtischen Klinikum Görlitz eine Diskussion über die Einrichtung einer betrieblichen Altersvorsorge. Die damaligen Entscheidungsträger sprachen sich für eine kongruent rückgedeckte Unterstützungskasse aus und es kam zur Gründung der ersten regionalen berufsspezifischen Unterstützungskasse (Unterstützungskasse Sächsischer Krankenhäuser [USK]) am 12. Januar 1994. In weiteren Regionen der Republik kam es ebenfalls zur Entstehung solcher Gruppen-Unterstützungskassen. Getreu dem Motto „Gemeinsam sind wir stark“ kam es am 11. Oktober 1994 zum Zusammenschluss der unterschiedlichen Unterstützungskassen zum Dachverband der Unterstützungskassen für deutsche Krankenhäuser e. V. (DUK e. V.). Zur Erzielung von Synergieeffekten wurde in Zeiten sich rasch ändernder politischer, rechtlicher, wirtschaftlicher und gesellschaftlicher Rahmenbedingungen am 1. Dezember 2001 das DUK Versorgungswerk e. V. gegründet. Unter Ergänzung weiterer Durchführungswege der betrieblichen Altersversorgung entstand eines der größten privaten Versorgungswerke in Deutschland
Am 21. September 2004 feierte der DUK e. V. sein 10-jähriges Bestehen im Presse- und Besucherzentrum der Bundesregierung. Zu den Gratulanten zählten unter anderem Angela Merkel (CDU), sowie die damalige Bundesministerin für Gesundheit und Soziale Sicherung Ulla Schmidt (SPD).
Am 1. September 2009 feierte der DUK e. V. sein 15-jähriges Jubiläum. Bei der Festveranstaltung im Langenbeck-Virchow-Haus in Berlin erinnerten u. a. der damalige Bundesminister für Wirtschaft und Technologie, Karl-Theodor zu Guttenberg, sowie der Geschäftsführer der HELIOS Kliniken GmbH, Francesco De Meo, an die Anfänge des Versorgungswerkes und gaben einen Ausblick bzgl. der zukünftigen Entwicklung.

## Durchführungswege
Als Anbieter mittelbarer Durchführungswege der betrieblichen Altersvorsorge (bAV) greift der DUK e. V. bei der Ausarbeitung individuell gestaltbarer Versorgungslösungen auf die folgenden Durchführungswege zurück:
- Unterstützungskassenversorgung: Die Versorgung der Arbeitnehmer eines Trägerunternehmens (Arbeitgeber) wird über eine Unterstützungskasse abgewickelt/durchgeführt.
- Direktversicherungsversorgung: Die Direktversicherung ist ein Durchführungsweg, bei dem der Arbeitgeber für seine Arbeitnehmer eine Lebensversicherung per Gruppen- oder Einzelvertrag abschließt.
- Pensionskassenversorgung: Im Gegensatz zur Unterstützungskasse sind die Arbeitnehmer über die Pensionskasse selbst versichert und nicht über das Trägerunternehmen.
- Pensionsfondsversorgung: Die Versorgung via Pensionsfonds ist ein seit dem 26. Juni 2001 möglicher Durchführungsweg, welcher nicht den Restriktionen der Lebens- und Rentenversicherungen unterliegt. Durch die Anlage am Kapitalmarkt entstehen angeblich bessere Renditechancen sowie aufgrund von Kursschwankungen höhere Risiken als bei konventionellen Versorgungswegen.
- Riesterförderung: Die auf den deutschen Politiker Walter Riester zurückzuführende Riester-Rente ist  eine vom Staat geförderte, privat finanzierten Rente.

## Gremien
Zur Wahrnehmung und Verfolgung der in der Satzung festgelegten Vereinszwecke bedient sich der DUK e. V. der  nachfolgend aufgeführten Gremien:
- Vorstand: Der Vorsitzende und seine  fünf Stellvertreter werden durch die Mitgliederversammlung gewählt. Dem Vorstand obliegt die Wahrnehmung der ständigen Leitung des DUK e. V.
- Beirat: Personen aus Politik, Wissenschaft, Wirtschaft und gesellschaftlicher Organisationen vertreten die Interessen des DUK in der Politik und sind an der fortlaufenden Entwicklung des Versorgungswerkes beteiligt.
- Fachausschuss: Dem Fachausschuss gehören in erster Linie Geschäftsführer und Vorstandsmitglieder der Mitgliedsunternehmen an. Insbesondere beraten die Mitglieder dieses Gremiums den DUK Versorgungswerk e. V. bei der Erfüllung des Vereinszwecks.
- Personalleiterkonferenz: Die Personalleiter der Mitgliedsunternehmen beraten bei der jährlichen Zusammenkunft über Neuerungen in der betrieblichen Altersvorsorge und deren Umsetzung.
- Arbeitnehmerforum: Bei diesem Gremium handelt es sich um die Interessenvertretung der Arbeitnehmer. Es dient als Plattform zum Erfahrungsaustausch und Interaktionsraum.